# Lijst van voetbalinterlands België - Cyprus
Deze lijst van voetbalinterlands is een overzicht van alle officiële voetbalwedstrijden tussen de nationale teams van België en Cyprus. De landen hebben tot op heden dertien keer tegen elkaar gespeeld. De eerste wedstrijd, een kwalificatiewedstrijd voor het Wereldkampioenschap 1982, was op 21 december 1980 in Nicosia. Het laatste duel, een kwalificatiewedstrijd voor het Europees kampioenschap voetbal 2020, vond plaats op 19 november 2019 in Brussel.

## Wedstrijden
| №  | Plaats  | Datum            | Competitie           | Wedstrijd       | Uitslag |
| -- | ------- | ---------------- | -------------------- | --------------- | ------- |
| 1  | Nicosia | 21 december 1980 | WK 1982 kwalificatie | Cyprus − België | 0 − 2   |
| 2  | Brussel | 18 februari 1981 | WK 1982 kwalificatie | België − Cyprus | 3 − 2   |
| 3  | Brussel | 22 april 1992    | WK 1994 kwalificatie | België − Cyprus | 1 − 0   |
| 4  | Nicosia | 13 februari 1993 | WK 1994 kwalificatie | Cyprus − België | 0 − 3   |
| 5  | Brussel | 26 april 1995    | EK 1996 kwalificatie | België − Cyprus | 2 − 0   |
| 6  | Limasol | 15 november 1995 | EK 1996 kwalificatie | Cyprus − België | 1 − 1   |
| 7  | Limasol | 3 februari 1999  | Vriendschappelijk    | Cyprus − België | 0 − 1   |
| 8  | Brussel | 28 maart 2015    | EK 2016 kwalificatie | België − Cyprus | 5 − 0   |
| 9  | Nicosia | 6 september 2015 | EK 2016 kwalificatie | Cyprus − België | 0 − 1   |
| 10 | Nicosia | 6 september 2016 | WK 2018 kwalificatie | Cyprus − België | 0 − 3   |
| 11 | Brussel | 10 oktober 2017  | WK 2018 kwalificatie | België − Cyprus | 4 − 0   |
| 12 | Nicosia | 24 maart 2019    | EK 2020 kwalificatie | Cyprus − België | 0 − 2   |
| 13 | Brussel | 19 november 2019 | EK 2020 kwalificatie | België − Cyprus | 6 − 1   |

## Samenvatting
| Competitie        | Totaal gespeeld | Winst België | Gelijk | Winst Cyprus | Doelsaldo België – Cyprus |
| ----------------- | --------------- | ------------ | ------ | ------------ | ------------------------- |
| WK-kwalificatie   | 6               | 6            | 0      | 0            | 16 − 2                    |
| EK-kwalificatie   | 6               | 5            | 1      | 0            | 17 − 2                    |
| Vriendschappelijk | 1               | 1            | 0      | 0            | 1 − 0                     |
| Totaal            | 13              | 12           | 1      | 0            | 34 − 4                    |

Wedstrijden bepaald door strafschoppen worden, in lijn met de FIFA, als een gelijkspel gerekend.

## Details

### Achtste ontmoeting
| EK 2016 kwalificatie (scheidsrechter Ovidiu Haţegan, Brussel, 28 maart 2015): |              | |
| België | 5 – 0        | Cyprus |
| Marouane Fellaini 21' Christian Benteke 35' Marouane Fellaini 66' Eden Hazard 67' Michy Batshuayi 80'                                                                                                | goals        | |
| Marc Wilmots | bondscoach   | Pambos Hristodoulou |
| Thibaut Courtois Vincent Kompany Jan Vertonghen Nicolas Lombaerts Toby Alderweireld Marouane Fellaini 69' Axel Witsel Radja Nainggolan Eden Hazard 70' Kevin De Bruyne Christian Benteke 80'         | opstellingen | Anastasios Kissas Marios Antoniadis Giorgos Merkis Marios Nikolaou 84' Konstantinos Makridis 57' Vincent Laban Haris Kyriakou Konstantinos Laifis Nestoras Mytidis Pieros Sotiriou 57' Andreas Makris |
| Yannick Ferreira Carrasco 69' Dries Mertens 70' Michy Batshuayi 80' | wissels      | 57' Giorgos Economidis 57' Giorgos Eleftheriou 84' Grigoris Kastanos |
| - Debuut van Yannick Ferreira Carrasco (AS Monaco) en Michy Batshuayi (Olympique Marseille) voor België. - Debuut van Grigoris Kastanos (Juventus FC) en Giorgos Economidis (AA Omonia) voor Cyprus. |              | |

### Negende ontmoeting
| EK 2016 kwalificatie (scheidsrechter Vladislav Bezborodov, Strovolos, 6 september 2015): |              | |
| Cyprus | 0 – 1        | België |
| | goals        | 86' Eden Hazard |
| Pambos Hristodoulou | bondscoach   | Marc Wilmots |
| Antonis Georgallidis Marios Antoniadis Dosa Júnior Marios Nikolaou 84' Kostas Haralambidis 53' Konstantinos Makridis Giorgos Economidis Jason Dimitriou Konstantinos Laifis Nestoras Mytidis 11' Andreas Makris | opstellingen | Thibaut Courtois Vincent Kompany Thomas Vermaelen Jan Vertonghen Toby Alderweireld 64' Marouane Fellaini Axel Witsel Radja Nainggolan Eden Hazard Kevin De Bruyne 46' Christian Benteke |
| Pieros Sotiriou 11' Vincent Laban 53' Kostakis Artymatas 84' | wissels      | 46' Divock Origi 64' Dries Mertens |
| Marios Antoniadis 47' Jason Dimitriou 61' Giorgos Economidis 73' | gele kaarten | 90+2' Vincent Kompany |

### Tiende ontmoeting
| WK 2018 kwalificatie (scheidsrechter Felix Zwayer, Nicosia, 6 september 2016): |              | |
| Cyprus | 0 – 3        | België |
| | goals        | 13', 61' Romelu Lukaku 81' Yannick Carrasco |
| Christakis Christoforou | bondscoach   | Roberto Martínez |
| Konstantinos Panagi Jason Demetriou Dossa Júnior Konstantinos Laifis Nektarios Alexandrou Grigoris Kastanos 78' Charalambos Kyriakou Konstantinos Charalambides Vincent Laban 70' Georgios Efrem Pieros Sotiriou 69' | opstellingen | Thibaut Courtois Thomas Meunier Toby Alderweireld Thomas Vermaelen Jan Vertonghen Axel Witsel Eden Hazard 84' Marouane Fellaini Kevin De Bruyne 74' Romelu Lukaku Yannick Carrasco |
| Nestoras Mytides 69' Kostakis Artymatas 70' Andreas Makris 78' | wissels      | 74' Michy Batshuayi 84' Radja Nainggolan |
| Grigoris Kastanos 65' Vincent Laban 67' Konstantinos Laifis 80' Konstantinos Charalambides 89' | gele kaarten | 59' Marouane Fellaini |

### Elfde ontmoeting
| WK 2018 kwalificatie (scheidsrechter Luca Banti, Brussel, 10 oktober 2017): |              | |
| België | 4 – 0        | Cyprus |
| Eden Hazard 12', 63' (pen.) Thorgan Hazard 52' Romelu Lukaku 78' | goals        | |
| Roberto Martínez | bondscoach   | Ran Ben Shimon |
| Thibaut Courtois Laurent Ciman Toby Alderweireld Jan Vertonghen Thomas Meunier 66' Axel Witsel Youri Tielemans Nacer Chadli Thorgan Hazard Michy Batshuayi 56' Eden Hazard 77' | opstellingen | Konstantinos Panagi Jason Demetriou Fanos Katelaris Giorgos Merkis Konstantinos Laifis Margaça 64' Charalambos Kyriakou 90+1' Kostakis Artymatas Vincent Laban 46' Nektarios Alexandrou Pieros Sotiriou |
| Dries Mertens 56' Romelu Lukaku 66' Kevin De Bruyne 77' | wissels      | 46' Grigoris Kastanos 64' Konstantinos Charalambides 90+1' Marios Nicolaou |
| | gele kaarten | 68' Vincent Laban |

### Twaalfde ontmoeting
| EK 2020 kwalificatie (scheidsrechter François Letexier, Nicosia, 24 maart 2019): |              | |
| Cyprus | 0 – 2        | België |
| | goals        | 10' Eden Hazard 18' Michy Batshuayi |
| Ran Ben Shimon | bondscoach   | Roberto Martínez |
| Urko Pardo Ioannis Kousoulos Dossa Júnior 46' Giorgos Merkis Konstantinos Laifis Fotios Papoulis Kostakis Artymatas Renato Margaça Nicholas Ioannou Minas Antoniou 81' Georgios Efrem 75' | opstellingen | Thibaut Courtois Toby Alderweireld Thomas Vermaelen Jan Vertonghen Timothy Castagne Youri Tielemans Leander Dendoncker 68' Thorgan Hazard 57' Dries Mertens 89' Michy Batshuayi Eden Hazard |
| Anthony Georgiou 46' Matija Špoljarić 75' Andreas Makris 81' | wissels      | 57' Adnan Januzaj 68' Yannick Carrasco 89' Dennis Praet |

KBVB · A-internationals · Selecties · Statistieken · Bondscoaches · Belgisch vrouwenelftal · Olympisch elftal · België U21 · België U20 · België U19 · België U18 · België U17 · België U16 · Vrouwen U19 · Vrouwen U17
Albanië ·
Algerije ·
Andorra ·
Argentinië ·
Armenië ·
Australië ·
Azerbeidzjan ·
Bosnië en Herzegovina · 
Brazilië ·
Bulgarije ·
Burkina Faso ·
Canada ·
Chili ·
Colombia ·
Costa Rica ·
Cyprus ·
DDR ·
Denemarken ·
Duitsland ·
Egypte ·
El Salvador ·
Engeland ·
Estland ·
Faeröer ·
Finland ·
Frankrijk ·
Gabon ·
Gibraltar ·
Griekenland ·
Hongarije ·
Ierland ·
IJsland ·
Irak ·
Israël ·
Italië ·
Ivoorkust ·
Japan ·
Joegoslavië ·
Kazachstan ·
Kroatië · 
Letland ·
Litouwen ·
Luxemburg ·
Malta ·
Marokko ·
Mexico ·
Montenegro · 
Nederland ·
Noord-Ierland ·
Noord-Macedonië ·
Noorwegen ·
Oekraïne ·
Oostenrijk ·
Panama · 
Paraguay ·
Peru ·
Polen ·
Portugal ·
Qatar ·
Roemenië ·
Rusland ·
San Marino ·
Saoedi-Arabië ·
Schotland ·
Servië ·
Servië en Montenegro ·
Slovenië ·
Slowakije ·
Sovjet-Unie ·
Spanje ·
Tsjechië ·
Tsjecho-Slowakije ·
Tunesië · 
Turkije · 
Uruguay · 
Verenigde Staten · 
Wales · 
Wit-Rusland ·
Zambia · 
Zuid-Korea · 
Zweden · 
Zwitserland
Algerije (2014) ·
Argentinië (2014) · 
Brazilië (2018) · 
Canada (2022) · 
Denemarken (2021) · 
Engeland (2018, 1) · 
Engeland (2018, 2) · 
Finland (2021) · 
Frankrijk (1904) ·
Frankrijk (2018) · 
Ierland (2016) · 
Italië (2016) · 
Italië (2021) · 
Japan (2018) · 
Kroatië (2022) · 
Marokko (2022) · 
Nederland (1985) · 
Panama (2018) ·
Polen (1982) · 
Portugal (2021) · 
Rusland (2014) · 
Rusland (2021) · 
Sovjet-Unie (1982) · 
Tunesië (2018) · 
Verenigde Staten (2014) ·
West-Duitsland (1980) · 
Zuid-Korea (2014)
KOP · A-internationals · Bondscoaches · Statistieken · Cypriotisch vrouwenelftal · Cyprus U21 · Cyprus U20 · Cyprus U19 · Cyprus U18 · Cyprus U17 · Cyprus U16
1960 – 1969 · 
1970 – 1979 · 
1980 – 1989 · 
1990 – 1999 · 
2000 – 2009 · 
2010 – 2019 ·
2020 − 2029
1960 · 
1961 · 
1962 · 
1963 · 
1964 · 
1965 · 
1966 · 
1967 · 
1968 · 
1969 · 
1970 · 
1971 · 
1972 · 
1973 · 
1974 · 
1975 · 
1976 · 
1977 · 
1978 · 
1979 · 
1980 · 
1981 · 
1982 · 
1983 · 
1984 · 
1985 · 
1986 · 
1987 · 
1988 · 
1989 · 
1990 · 
1991 · 
1992 · 
1993 · 
1994 · 
1995 · 
1996 · 
1997 · 
1998 · 
1999 · 
2000 · 
2001 · 
2002 · 
2003 · 
2004 · 
2005 · 
2006 · 
2007 · 
2008 · 
2009 · 
2010 · 
2011 · 
2012 · 
2013 ·
2014 ·
2015 ·
2016 ·
2017 ·
2018 ·
2019 ·
2020 ·
2021 ·
2022
Albanië ·
Andorra ·
Armenië ·
Azerbeidzjan ·
België ·
Bosnië en Herzegovina ·
Bulgarije ·
Canada ·
Denemarken ·
Duitsland ·
Engeland ·
Estland ·
Faeröer ·
Finland ·
Frankrijk ·
Georgië ·
Gibraltar · 
Griekenland ·
Hongarije ·
Ierland ·
IJsland ·
Irak ·
Iran ·
Israël ·
Italië ·
Japan ·
Joegoslavië ·
Jordanië ·
Kazachstan ·
Koeweit ·
Kosovo ·
Kroatië ·
Letland ·
Libanon ·
Litouwen ·
Luxemburg ·
Malta ·
Moldavië ·
Montenegro ·
Nederland ·
Noord-Ierland ·
Noord-Macedonië ·
Noorwegen ·
Oekraïne ·
Oostenrijk ·
Polen ·
Portugal ·
Roemenië ·
Rusland ·
San Marino ·
Saoedi-Arabië ·
Schotland ·
Servië ·
Slovenië ·
Slowakije ·
Sovjet-Unie ·
Spanje ·
Syrië ·
Tsjechië ·
Tsjecho-Slowakije ·
Wales ·
Wit-Rusland ·
Zweden ·
Zwitserland